# Jason Dupasquier
Jason Dupasquier (* 7. September 2001 in Bulle, Kanton Freiburg; † 30. Mai 2021 in Florenz) war ein Schweizer Motorradrennfahrer.

## Leben
Jason Dupasquier war der Sohn des Motocross- und Supermoto-Fahrers Philippe Dupasquier, der als der erfolgreichste Offroad-Fahrer seines Landes gilt.

### Karriere
Im Alter von sechs Jahren begann Dupasquier das Motorradfahren auf einer 50-cm³-Motocrossmaschine. Ab 2008 trat er in der Schweizer Supermoto-Meisterschaft an und gewann auf Anhieb die Titel in den Klassen bis 65 und bis 85 cm³. Nach weiteren nationalen Meistertiteln im Supermotobereich wechselte er 2015 in den Straßenrennsport und startete im ADAC Junior Cup.
In der Saison 2016 gewann Dupasquier auf Anhieb den Titel in der GP-Klasse des ADAC Northern Europe Cup. 2017 startete er in FIM CEV Moto3 Junior World Championship und belegte auf einer KTM des Teams CarXpert Interwetten Junior Moto3 den 30. Rang im Endklassement. 2018 bestritt er im CarXpert-Team sechs der zwölf Wertungsläufe zur FIM-CEV-Moto3-Meisterschaft und wurde mit neun Punkten Gesamt-29.
In der Saison 2019 ging Dupasquier parallel in der FIM-CEV-Moto3-Meisterschaft und Red-Bull-Rookies-Cup an den Start. In der FIM-CEV-Serie verbesserte er sich auf den 21. Platz in der Endwertung. Den Red Bull MotoGP Rookies Cup 2019 schloss er mit konstanten Top-10-Platzierungen als Gesamt-Achter ab.
Zur Saison 2020 verpflichtete ihn das deutsche Team PrüstelGP als Stammfahrer für die Moto3-Klasse der Motorrad-Weltmeisterschaft. In seinem Debütjahr tastete sich Dupasquier an das Niveau der Weltspitze heran. WM-Punkte konnte er nicht erzielen, seine beste Platzierung war der 17. Platz beim Grand Prix von Frankreich in Le Mans.
In die Saison 2021 startete Dupasquier weiterhin auf einer KTM des Prüstel-Teams. Er zeigte eine deutliche Steigerung seiner Resultate und fuhr regelmäßig in die Punkteränge. Beim Großen Preis von Spanien in Jerez gelang ihm mit Rang sieben seine beste Platzierung in der Weltmeisterschaft. Nach fünf Rennen war der Schweizer WM-Zehnter.

### Tod
Am 29. Mai 2021 stürzte Dupasquier im Moto3-Qualifying zum Großen Preis von Italien auf dem Autodromo Internazionale del Mugello ausgangs der zweiten Arrabbiata-Kurve. Die nachfolgenden Fahrer Ayumu Sasaki und Jeremy Alcoba konnten nicht mehr ausweichen. Dupasquier zog sich schwere Kopfverletzungen sowie ein Polytrauma zu. Ob diese Verletzungen durch seinen eigenen Sturz oder durch den Aufprall Sasakis oder Alcobas verursacht wurden, ließ sich nicht beurteilen. Er wurde mit einem Rettungshubschrauber in die Azienda ospedaliero-universitaria Careggi (Universitätsklinikum Careggi der Universität Florenz) geflogen und dort notoperiert. Am 30. Mai 2021 erlag er im Alter von 19 Jahren seinen Verletzungen.
Das Prüstel-Team verzichtete nach dem Unfall auf einen Start im Rennen und zog den verbleibenden Fahrer Ryusei Yamanaka zurück. Das Rennwochenende wurde nach dem Unfall und der Todesnachricht jedoch wie geplant durchgeführt. Bereits während und auch nach dem Grand Prix wurde die Frage, ob das Rennwochenende hätte stattfinden oder besser abgebrochen werden sollen, kontrovers diskutiert. Außerdem wurde die Regie des internationalen TV-Signals, das hauptsächlich Bilder von der Unfallstelle mit der Versorgung des verletzten Piloten und dem wartenden Rettungshubschrauber zeigte, besonders von den Fahrern der MotoGP-Klasse kritisiert.
Dupasquier war der erste Tote in der 125-cm³- bzw. Moto3-Kategorie der Weltmeisterschaft seit Gilberto Parlottis Unglück bei der Isle of Man TT 1972. Er wurde in Sorens bestattet.
In der Moto3-Klasse wird die Startnummer 50 seither nicht mehr vergeben.

## Statistik
| Saison | Klasse | Team                | Motorrad | Rennen | Siege | Zweiter | Dritter | Poles | schn. Rennrunden | Punkte | Ergebnis |
| ------ | ------ | ------------------- | -------- | ------ | ----- | ------- | ------- | ----- | ---------------- | ------ | -------- |
| 2020   | Moto3  | CarXpert Prüstel GP | KTM      | 15     | –     | –       | –       | –     | –                | –      | 28.      |
| 2021   | Moto3  | CarXpert Prüstel GP | KTM      | 5      | –     | –       | –       | –     | –                | 27     | 24.      |
| Gesamt | Gesamt | Gesamt              | Gesamt   | 20     | 0     | 0       | 0       | 0     | 0                | 27     |          |

Einzelergebnisse
| Saison | 1     | 2       | 3          | 4          | 5          | 6          | 7          | 8              | 9           | 10         | 11         | 12                     | 13        | 14         | 15                  | 16             | 17       | 18       | 19 |
| ------ | ----- | ------- | ---------- | ---------- | ---------- | ---------- | ---------- | -------------- | ----------- | ---------- | ---------- | ---------------------- | --------- | ---------- | ------------------- | -------------- | -------- | -------- | -- |
| 2020   | Katar | Spanien | Andalusien | Tschechien | Osterreich | Steiermark | San Marino | Emilia-Romagna | Katalonien  | Frankreich | Aragonien  |                        | Europa    | Valencia   | \|\| \|\| \|\| \|\| |                |          |          |    |
| 2020   | 25    | 21      | 19         | 23         | 28         | 19         | 19         | 23             | 22          | 17         | 22         | 24                     | 18        | 22         | 23                  |                |          |          |    |
| 2021   | Katar | Katar   | Portugal   | Spanien    | Frankreich | Italien    | Katalonien | Deutschland    | Niederlande | Steiermark | Osterreich | Vereinigtes Konigreich | Aragonien | San Marino | USA-Texas           | Emilia-Romagna | Portugal | Valencia |    |
| 2021   | 10    | 11      | 12         | 7          | 13         | DNS        |            |                |             |            |            |                        |           |            |                     |                |          |          |    |

| Legende  | Legende            | Legende                                                          |
| Farbe    | Abkürzung          | Bedeutung                                                        |
| -------- | ------------------ | ---------------------------------------------------------------- |
| Gold     | –                  | Sieg                                                             |
| Silber   | –                  | 2. Platz                                                         |
| Bronze   | –                  | 3. Platz                                                         |
| Grün     | –                  | Platzierung in den Punkten                                       |
| Blau     | –                  | Klassifiziert außerhalb der Punkteränge                          |
| Violett  | DNF                | Rennen nicht beendet (did not finish)                            |
| Violett  | NC                 | nicht klassifiziert (not classified)                             |
| Rot      | DNQ                | nicht qualifiziert (did not qualify)                             |
| Rot      | DNPQ               | in Vorqualifikation gescheitert (did not pre-qualify)            |
| Schwarz  | DSQ                | disqualifiziert (disqualified)                                   |
| Weiß     | DNS                | nicht am Start (did not start)                                   |
| Weiß     | WD                 | zurückgezogen (withdrawn)                                        |
| Hellblau | PO                 | nur am Training teilgenommen (practiced only)                    |
| Hellblau | TD                 | Freitags-Testfahrer (test driver)                                |
| ohne     | DNP                | nicht am Training teilgenommen (did not practice)                |
| ohne     | INJ                | verletzt oder krank (injured)                                    |
| ohne     | EX                 | ausgeschlossen (excluded)                                        |
| ohne     | DNA                | nicht erschienen (did not arrive)                                |
| ohne     | C                  | Rennen abgesagt (cancelled)                                      |
| ohne     | keine WM-Teilnahme |                                                                  |
| sonstige | P/fett             | Pole-Position                                                    |
| sonstige | 1/2/3/4/5/6/7/8    | Punktplatzierung im Sprint-/Qualifikationsrennen                 |
| sonstige | SR/kursiv          | Schnellste Rennrunde                                             |
| sonstige | *                  | nicht im Ziel, aufgrund der zurückgelegten Distanz aber gewertet |
| sonstige | ()                 | Streichresultate                                                 |
| sonstige | unterstrichen      | Führender in der Gesamtwertung                                   |